# C.S. Universitatea Cluj
Clubul Sportiv Universitatea Cluj, cunoscut sub numele de „U” Cluj este un club polisportiv cu sediul în municipiul Cluj-Napoca, România.
Clubul a fost înființat în noiembrie 1919 când s-au pus bazele Societății Sportive a Studenților Universitari din Cluj (S.S.S.U.), purtând numele simbolic de „Universitatea” și semnul distinctiv „U”.
Încă din momentul înființării sale, „U” s-a declarat club polisportiv, iar în anul 1920, la adunarea generală de constituire, când au fost votate statutele clubului și s-a ales comitetul de conducere, a fost statuat și caracterul polisportiv al societății care se va impune de-a lungul anilor ca un element de forță și conținut în peisajul sportului românesc, prin câștigarea a nenumărate medalii la campionate și concursuri naționale și internaționale.

## Istoric

### Înființare
În noiembrie 1919, odată cu aprobarea din partea conducerii noii Universități românești din Cluj, s-a convocat o consfătuire în saloanele viitorului Automobil Club, astăzi B-dul Eroilor nr.16 la care au participat un număr mare de studenți și profesori care au pus bazele „Societății Sportive a Studenților Universitari din Cluj”
În februarie 1920 a avut loc prima Adunare Generală a Societății, unde s-au votat statutele și unde a fost ales și primul comitet de conducere, având următoarea componență:
Președinte: prof. dr. Nicolae Mețianu, șeful catedrei de ORL a Facultății de Medicină; Vicepreședinte: I. Țețu și Traian Mica; Secretar general: I. Glăvan; Casier: Octavian Mereț; Secretar ședință: Aurel Meziun, Emil Caba; Majordom: Valeriu Miltea; Cenzor: Valeriu Tempea, I. Leucuția; Conducerile secțiilor sportive: Fotbal: Ion Popescu Șpiț, fost centru înaintaș al echipei liceului „Andrei Șaguna” din Brașov (prima echipă românească din Transilvania, 1910); Atletism: Iosif Nemoianu, dr. Belu, dr. Aurel Nemeș; Lupte: Teofil Moraru, Liviu Sălăgean 
Tenis: Alma Mohora, Vlad Hațieganu; Gimnastică: Sava Golumba; Box: Virgil Salvan; Scrimă: Marin Nica; Dansuri și jocuri naționale: av. Sotir, lt. aviator Alexandru Vodă.

### Primul meci de fotbal
Întâmplarea sau dorința de a respecta o simbolică tradiție, face ca primul meci intercluburi de după Primul Război Mondial să fie perfectat între „U” Cluj și ”Gloria” Arad, ca o reluare, în alte împrejurări, a primei dispute din 7 septembrie 1913 dintre echipa arădeană și cea a studenților de la „Petru Maior”, unul dintre predecesorii lui „U”. În 1920, conducătorul echipei din Arad era maiorul de cavalerie Dorel Davila, nepotul renumitului medic Carol Davila. Cu numai un an înainte, maiorul Davila fusese coechipier cu Eugen I. Mețianu în reprezentativa României la Olimpiada Interaliată de la Paris. Meciul a fost stabilit a avea loc la Arad, în ziua de 16 mai 1920. Cu doar 2 zile înaintea întâlnirii, la 14 mai 1920, a sosit, tocmai de la Praga, primul echipament complet, în culorile studențești tradiționale pe plan mondial, alb-negru în dungi, culorile „U” până în ziua de azi, și un rând de ghete de crom, toate procurate de studenții Mihai Tripa (primul portar al lui „U”) și Andrei Suciu (ambii foști studenți ai Politehnicii din Praga).
Prima echipă „U” care a disputat la Arad, la 16 mai 1920, orele 17.00, meciul în compania formației „Gloria” Arad, a fost formată din următorii jucători: portar
Mihai Tripa (student la Politehnica din Praga); fundaș dreapta Aurel Guga (student la Academia Comercială); fundaș stânga Eugen I. Mețianu (student la Drept); mijlocaș dreapta Brutus Rațiu (student la Drept); mijlocaș central Ioan Nichim (student la Drept); mijlocaș stânga Petrila Petrică (student la Drept); mărginaș dreapta Arcade Crâsnic I (student la medicină); inter dreapta Sabin Vațianu (student la Medicină); centru atacant Eugen Crâsnic II (student la Drept); inter stânga Sabin Târla (student la Drept); mărginaș stânga Nicolae Gruescu (student la Medicină). Portarul Mihai Tripa și mărginașul stânga, Nicolae Gruescu, sunt jucătorii care fac puntea de legătură între echipa studențească „Petru Maior” și descendenta ei directă, „U” Cluj.
Meciul a fost câștigat de studenți cu scorul de 3-1, prin golurile marcate de Eugen Crâsnic II, Sabin Târla și Sabin Vațianu ți a fost arbitrat de Bischoff de la clubul
A.T.E. (Asociația de gimnastică din Arad).

### Primul concurs atletic
Într-un document emoționant primit de istoricului Gheorghe I. Bodea în 1968 din Caransebeș și semnat de avocatul pensionar, Dr. Isac Rădulescu, „fost student la Universitatea din Cluj și iubitor al sportului” scrie: „Am fost membru activ al societății „U” în anii 1920 și 1921, când, terminând studiile, am părăsit Clujul. În 1920 am făcut parte din Comitetul de Conducere al Societății, ca notar și împreună cu președintele de atunci al Societății, cu numele Țețu, student la medicină, am însoțit echipa societății „U”, care a luat parte la primul concurs al campionatelor de atletism, organizat în România întregită, la București, în ziua de 4 iulie 1920, dotat cu „Cupa Principele Carol”. Din cele 18 discipline ale concursului, echipa noastră, adică „U”, a participat la toate, obținând la nouă dintre ele locul I, patru locuri II și un loc III .
În anul următor, adică în 1921, concursul de atletism s-a ținut la Cluj, pe actualul stadion. La acesta am concurat și eu, la alergare 110 m garduri, clasându-mă pe locul
III. După câte îmi amintesc, și în 1921, „U” Cluj a câștigat cupa, clasându-se pe primul loc.”

### Primul turneu european al unei echipe românești de fotbal
Prima echipă românească de fotbal, care întreprinde un mare turneu în mai multe țări europene (Franța, Italia și Iugoslavia), cu un meritat ecou favorabil în țară și străinătate, a fost „U” Cluj. În luna noiembrie 1923, urma să se inaugureze cel mai frumos stadion al Franței, în vechiul centru universitar, Grenoble. Pentru festivitate, organizatorii au invitat formația Universității Cluj. Echipa a plecat la 20 noiembrie 1923, pe ruta Jimbolia- Iugoslavia- Milano- Paris, cu următorii jucători: Pompei Lazăr, PetreȚârlea, Iosif Albini, Pavel Deutsch, Brutus Rațiu, Petrică Petrila, Eugen Hațieganu, Vasile Huza, Pavel Curea, Pavel Corcan, Aurel Guga, Nicolae Bonciucat, Victor Giurgiu, Șerban Grand, Titus Șerb însoțiți de conducătorii: dr.Mitter, Popescu Spiț, dr. Vațianu, dr. Leucuția, dr. Al. Lucian și ing. Șincai.
În primul joc, din 27 octombrie 1923, de la Paris, cu campioana Franței, „Stade Francaise”, disputat pe stadionul „Parc de Prince”, clujenii pierd cu scorul de 5-0, după un meci frumos și elegant. A doua partidă, în 1 noiembrie 1923, are loc la Lyon, cu reprezentativa orașului, câștigată de clujeni cu 4-2, prin golurile marcate de Guga (2), Bonciucat și Grand.
La 4 noiembrie 1923 are loc întâlnirea dintre Grenoble Etudiant Club (G.E.C) și Universitatea Cluj, câștigată de clujeni cu scorul de 3-0, marcatorii fiind Guga (2) și Giurgiu. În ziua de 6 noiembrie 1923 are loc jocul cu echipa R. Politehnic din Torino, unde evoluau cinci titulari ai „Squadrei Azzura”, italienii câștigând greu, cu 1-0 iar la 9 noiembrie 1923, la Zagreb, „U” întâlnește campioana Iugoslaviei, H.A.S.K, fiind învinsă greu, cu 2-1 (0-1).
După cum scria presa vremii: „Din acest turneu, Clubul „U” s-a ales cu o frumoasă faimă de buni jucători, disciplinați, plini de fantezie în joc.”

### Prof.univ.dr. Iuliu Hațieganu, deschizător de drumuri
Încă din anul 1925 a luat ființă la universitatea clujeană, sub conducerea prof.univ.dr. Iuliu Hațieganu o comisie care în anul 1926 a prezentat Senatului Universitar un memoriu cu propuneri concrete în sensul introducerii educației sportive și în rândul tineretului universitar. Senatul însă nu a luat nici o hotărâre în această privință.
În 1930, însă, în calitate de rector al Universității din Cluj, Iuliu Hațieganu propune pentru prima oară în istoria învățământului românesc, iar senatul votează, „Legea educației fizice universitare”, care prevede înființarea unei catedre de educație fizică, încadrată cu un șef de lucrări și patru asistenți, toți licențiați în educație fizică, precum și obligativitatea studenților anului I (din toate facultățile) să frecventeze cursurile practice de educație fizică. Drept urmare, la Universitatea din Cluj, obligativitatea practicării educației fizice a fost introdusă cu 20 de ani înaintea celorlalte universități și institute superioare din țară (unde cursurile și normele practice de educație fizică au fost introduse abia în 1950).
De asemenea, la 10 iunie 1930, în amfiteatrul Clinicii Medicale, dr. Iuliu Hațieganu, anunță în mod oficial înființarea primei „Societăți Medicale de Educație Fizică și Sport” din România, care a devenit cunoscută sub denumirea de „medicină sportivă”. Obiectivul primordial era: să organizeze controlul și asistența medicală a sportivilor, să asigure medicilor o pregătire teoretică minimă în problemele de medicină sportivă.
Una din cele mai de seamă realizări ale prof. dr. Iuliu Hațieganu este parcul sportiv al Universității din Cluj, care astăzi îi poartă numele, unic în această parte a Europei. Aici s-a realizat o bază sportivă model, pe care se puteau practica cu succes atât sporturile de masă cât și cele de performanță.
„Scopul nostru nu e acela de a crea campioni, ci oameni sănătoși; nu record, ci armonie; nu ură, ci camaraderie; nu victorie personală, ci victoria națiunii; nu spectacole, ci sărbătoare; nu «stele», ci mame; nu speculă, ci jertfă. La acestea vom ajunge prin disciplina timpului și a sufletului, prin respectarea trecutului, ameliorarea prezentului și răspunderea deplină față de viitor. Acum, mai mult ca oricând, avem nevoie de optimism absolut, de entuziasm”. a spus profesorul Iuliu Hațieganu, în discursul rostit în sala de
gimnastică a Școlii Comerciale Superioare de băieți din Cluj la 9 noiembrie 1932).

### 1940 - 1945 - Anii bejeniei de la Sibiu
După ocuparea Ardealului, Universitatea Clujeană și odată cu ea și Clubul „U” s-au mutat la Sibiu pentru perioada cunoscută drept „bejenia”. Dr.Onoriu Chețianu, director al sportului universitar între anii 1934-1949 scria: „Activitatea de educație fizică și sport din Universitate era condusă în această perioadă de către o comisie formată din profesori universitari, profesori de educație fizică, ajutați de către instructorii studenți. Pentru a stimula sportul universitar la Sibiu, rectorul Iuliu Hațieganu a instituit așa zisele „burse sportive”. Aceste burse, în număr de 25-30, erau acordate acelor studenți, care, pe lângă performanțele sportive, depuneau și o muncă de instruire-antrenare a studenților în cadrul unei secții a „Universității”. În felul acesta Societatea Sportivă a activat din plin cu următoarele secții: atletism, box, fotbal, gimnastică, natație, polo, patinaj, hochei, scrimă, tenis de câmp, tenis de masă, turism și volei.

### Revenirea la Cluj, în 1945
Este semnificativ povestită de dr. Mircea Luca, unul dintre simbolurile clubului: „Nu pot povesti nimic despre ziua revenirii acasă la Cluj. Aproape nimic.
Știu, doar, că-mi era parcă frică să calc pe pietre, pentru ca nu cumva ceva să se miște și să se schimbe. Chiar în ziua aceea ne-am dus la stadion. Sanyi-Bácsi (Komáromi Sándor) era acolo ca întotdeauna. Când ne-a văzut, n-a putut scoate un cuvânt. A stat așa vreo trei minute în șir. Nici nu clipea. Apoi, la fel de mut, s-a îndreptat spre un dulap. A deschis cu cheia, a tras de un sertar mare ca de scrin și cu aceleași mișcări de robot, a scos din sertar 11 tricouri alb-negre, așezate cu grijă unul peste celălalt. Abia după ce le-a pus pe masă și le-a netezit de câteva ori i-am auzit glasul: „Le-am păstrat pentru voi aproape cinci ani. Știam că o să veniți”. Nimeni n-a mai scos o vorbă. Mi-am holbat ochii ca să nu plâng și am căutat în grămadă tricoul cu numărul 5. Era tricoul meu. În timp ce-l trăgeam pe cap, am zăbovit, căutându-i gaura, ca să-l pot săruta pe dinăuntru. Pe chipul lui Sanyi-Bácsi se putea citi o imensă bucurie.”

### Anii 1950 - 1970
Această perioadă l-au consacrat pe plan internațional pe sprinterul Ion Moina, supranumit „Săgeata Carpaților” sau „Owens-ul Balcanilor”, pentru rezultatele sale pe distanțe de la 100 la 400m, cât și pentru rezultatele pe care le obținea în concursuri. Recordurile naționale la 100m cu 10,4 (1946), la 200m cu 21,3(1948), au supraviețuit aproape două decenii. Ion Moina a dominat sportul european în perioada 1946-1948, clasându-se pe locul I în majoritatea concursurilor la care a participat. Pentru rezultatele sale și pentru prestigiul adus atletismului românesc, în 1953, i s-a decernat titlul de maestru emerit al sportului.
Atletă completă, Alexandra Sicoe a excelat încă din anul 1949 în alergările pe distanțe scurte stabilind primul său record național pe 200m cu timpul de 27,8 secunde. Antrenată din 1950 de Ion Arnăutu, sportiva Universității Cluj a bătut din nou recordul național pe 200m: 27”,0 și a obținut timpuri constante de 13,1-13,2 secunde pe 100m. Alexandra Taifas-Sicoe este un unicat al atletismului universitar clujean: 27 de titluri de campioană națională în probele de 100m, 200m, 400m, ștafete, cros; zeci de recorduri naționale, participări și victorii în multe, nenumărate concursuri internaționale.
Tot în această perioadă au excelat pe plan național și internațional înotătoarea Ecaterina Orosz, floretista Olga Szabó-Orbán, vicecampioană olimpică în 1956 la Melbourne și campioană mondială în 1962 la Melbourne, echipa de fotbal „U” Cluj câștigătoare a Cupei României în 1965, echipa de baschet feminin dublă câștigătoare a campionatului național în 1953 și 1954.

### Conducerea Clubului Sportiv Universitatea Cluj
În luna februarie a anului 1920 a avut loc prima adunare generală, unde s-au votat statutele societății, care a primit numele de "Societatea Sportivă a Studenților Universitari din Cluj", purtând numele simbolic de "Universitatea". A fost ales primul Comitet de Conducere în următoarea componență:
Președinte de onoare - Prof. dr. Iuliu Hațieganu;
Președinte - Prof. Dr. Nicolae Mețianu;
Secretar general - Octavian Mereț;
Secretari ședință - A. Meziun și Em. Caba;
Majordom - Valeriu Miltea;
Cenzor - Valeriu Tempea și I. Lecuția
Cu această ocazie s-au ales și conducerile celor șapte secții ale clubului:
Fotbal- Ion Popescu-Spitz
Atletism - Ion Nemoianu, dr. Aurel Nemeș și dr. Belu
Lupte - Teofil Moraru și Liviu Sălăgean 
Scrimă - Marin Nica
Tenis - Alma Mohora-Popovici și Vlad Hațieganu 
Gimnastică - Sava Columba
Box - Virgil Salvanu 
Dansuri și jocuri naționale - Avocat Sotir și Lt. aviator Alexandru Vodă